# 小野田隆雄
小野田 隆雄（おのだ たかお、1942年7月25日 - ）は日本のコピーライター。栃木県足利市出身。旧東京都立大学人文学部卒業。

## 略歴・人物
父を住職に持つ家庭の五人兄弟の末っ子として生まれる。都立大学人文学部卒業後の1966年に資生堂に入社。宣伝文化部に配属される。
1969年に資生堂スペシャル化粧品のコピー「効果的なシャドウは眼をふせても美しい」でTCC新人賞を受賞。その後も1972年には自身の代表作となる資生堂シフォネットのコピーならびに、同社が刊行する月刊誌『花椿』の特集タイトルにも起用された「ほほ ほんのり染めて」を送り出し、一躍注目される。その後も「海岸通りのぶどう色」「レンガ通りの白い肌」「うれしくて、バラ色」など、資生堂から発売される製品や企業コピーを書き続けてゆく。
1983年に資生堂を退社後は、フリーとなり、自身のオフィス「アップ」を設立。その後もサントリー、三菱自動車などのコピーを担当、また、資生堂とは、現在でもコピーを担当し続けるなど深い関係を続けている。この他、ライフネット生命の創業者として、その名を知られる出口治明とは、同社が創業した際、社のネーミングを考案した関係もあり、出口が2018年に著した『全世界史』では、小野田が彼の話を基に書き下ろしてもいる。
2014年、東京コピーライターズクラブが認定する「TCCホール・オブ・フェイム（コピーライターの名誉殿堂）」に選出される。

## 有名なキャッチコピー
- BRONZE-SUMMER （資生堂・ビューティーケイク<ブロンズ>）
- ゆれる、まなざし。（資生堂・シフォネット、スプレンス）※小椋佳の同タイトル曲にも起用され、ヒットした。また真行寺君枝のデビューCMとしても知られる。
- 時間よ止まれ、くちびるに。（資生堂・ベネフィーク、スプレンス）※矢沢永吉の同タイトル曲にも起用され、ヒットした。
- ナツコの夏（資生堂・ナツコ）※世良公則&ツイストの「燃えろいい女」が同キャンペーン曲に起用され、ヒットした。歌詞の「ナツコ」はこの製品に因む。CMには小野みゆきが出演。
- 素肌美人 （資生堂・サイモンピュア）
- 素肌郷愁 （同上）
- 逢坂をこえる夜 かほりたきしめる 胸に深く（資生堂香水・錦）※山口小夜子をモデルに起用。
- 恋がつもって咲かせたかほりは何色ですか（資生堂香水・すずろ）※同じく山口小夜子をモデルに起用。
- 汗ばむところに、手のひらで ひたひた、ひたひた。（資生堂・オーデコロン）
- 春 なのに コスモス みたい（資生堂・ナチュラルグロウ）
- 彼女はフレッシュジュース（資生堂・ナチュラルグロウ<リップスティック>）
- 「影も形も明るくなりましたね、」目。（資生堂・シフォネット）
- こころに残る肌（資生堂・ベネフィーク）※マリー・アスキューがCMに出演。
- 赤い花 みつけた?（資生堂・ナチュラルグロウ）
- ひかってるネ、あのコ。（資生堂・スプレンス<リップスティック>）
- 夏ダカラ、コウナッタ。（資生堂・サンフレア、サンオイル）※トリー・メンドーサがCMに出演。彼女はこの後の資生堂サンフレアのCMにも出演することになる。
- め組のひと（同上）※ラッツ&スターのヒット曲のタイトルにも起用されている。
- 今宵、香り立つ。（サントリー・リザーブ）※ミッキー・ロークがCMに出演。
- 香り立つのは、誰だ。（同上）※ハリー・コリック.JrがCMに出演。
- 香り立つたび、何かが起こる。（同上）※キアヌ・リーブスがCMに出演。
- ハンパだったら、乗らないよ。（三菱自動車・ミニカ）※浅野温子がCMに出演。
- 恋は、遠い日の花火ではない。Old is New. （サントリー・オールド）※長塚京三・田中裕子がCMに出演。
- さびない、ひと。（資生堂・エリクシール）※小泉今日子がCMに出演。